# ماريو رويز أرمينغول
ماريو رويز أرمينغول (بالإسبانية: Mario Ruiz Armengol)‏ هو موزع وملحن مكسيكي، ولد في 17 مارس 1914 في مدينة فيراكروز في المكسيك، وتوفي في 22 ديسمبر 2002.

## وصلات خارجية
- ماريو رويز أرمينغول على موقع IMDb (الإنجليزية)
- ماريو رويز أرمينغول على موقع ميوزك برينز (الإنجليزية)
- ماريو رويز أرمينغول على موقع ديسكوغز (الإنجليزية)